# Йоганн Ігнац Шиффермюллер
Йоганн Ігнац Шиффермюллер (нім. Johann Ignaz Schiffermüller;* 2 жовтня 1727, Гельмонзедт — 21 червня 1806, Лінц) — австрійський лепідоптеролог.
Працював учителем у школі Терезіанум. Разом з Міхаелем Денісом він збирав і описував метеликів, зібраних в околицях Відня. Результатом роботи став каталог «Systematische Verzeichnis der Schmetterlinge der Wienergegend herausgegeben von einigen Lehrern am kk Theresianum», опублікований у 1775 році. Колекція метеликів згоріла під час революції 1848 року в Імператорському придворному кабінеті предметів природознавства.
Засновано медаль ім. Ігнаца Шіффермюллера, якою нагороджуються за створення значної монографії з таксономічним і зоогеографічним описом.